# Warburg Dillon Read
Warburg Dillon Read foi um banco de investimento, criado pelo Swiss Bank Corporation ("SBC"), após a aquisição em 1997 da S. G. Warburg & Co. que se fundiu com a  Dillon, Read & Co., adquirida em 1995. Posteriormente, a SBC fundiu-se com a Union Bank of Switzerland em 1998, dando origem à UBS AG. A Warburg Dillon Read foi renomeada para UBS Warburg e depois para UBS Investment Bank.